# Paweł (Ziornow)
Paweł, imię świeckie Piotr Siergiejewicz Ziornow (ur. 1738 lub 1742 w Moskwie, zm. 2 stycznia?/14 stycznia 1815 w Kazaniu) – rosyjski biskup prawosławny.

## Życiorys
Pochodził z rodziny sługi cerkiewnego. Informacje o jego wykształceniu są niepewne. Według niektórych źródeł ukończył Moskiewską Akademię Duchowną, według innych posiadał jedynie średnie wykształcenie teologiczne uzyskane w seminarium duchownym przy Ławrze Troicko-Siergijewskiej. Pewne jest natomiast, że w kwietniu 1763, będąc nadal osobą świecką, był prywatnym nauczycielem śpiewu przy rezydencji namiestnika tejże ławry, archimandryty Laurentego, a w październiku tego samego roku mianowano go bibliotekarzem i tłumaczem w seminarium przy monasterze. Od jesieni następnego roku wykładał w seminarium duchownym. Wieczyste śluby mnisze złożył 20 lutego 1767, w tym samym roku przyjął również święcenia kapłańskie.
W 1770 objął urząd namiestnika Ławry Troicko-Siergijewskiej i równocześnie przełożonego monasteru św. Sawy Storożewskiego, został również rektorem seminarium duchownego przy ławrze. W 1775 otrzymał godność archimandryty i przeszedł do służby duchownej w Jarosławiu, gdzie był przełożonym monasteru Przemienienia Pańskiego i rektorem seminarium. Jeszcze w tym samym roku ponownie mianowano go przełożonym monasteru św. Sawy Storożewskiego, zaś w 1776 wymienia się go jako zarządzającego Monasterem Dońskim w Moskwie.
15 kwietnia 1778 został wyświęcony na biskupa kostromskiego i halickiego. Na katedrze kostromskiej szczególnie interesował się szkołami duchownymi. Przeniósł seminarium duchowne w Kostromie z dotychczasowej zaniedbanej siedziby do Monasteru Ipatiewskiego, zaś przy soborze katedralnym otworzył pierwszą w guberni bibliotekę publiczną. Wielokrotnie wizytował parafie w całej eparchii. Po dwudziestu dwóch latach został przeniesiony na katedrę twerską, w 1801 otrzymał godność arcybiskupią. Już dwa lata później mianowano go arcybiskupem kazańskim i symbirskim.
Opinie współczesnych o jego działalności w Kazaniu były negatywne. Oskarżano go o pijaństwo i urządzanie hucznych przyjęć w swojej rezydencji na jeziorze Kabań pod miastem (dawny dom biskupi na Kremlu kazańskim na pocz. XIX w. był zniszczony). Arcybiskup pozwolił również na rozwój korupcji w podległych mu strukturach konsystorza; problem ten pozostał aktualny także za urzędowania jego następców. Równocześnie Paweł (Ziornow) wsparł finansowo studentów Kazańskiej Akademii Duchownej, zaś w czasie wojny francusko-rosyjskiej organizował zbiórkę funduszy dla rosyjskich wojsk, zezwolił także chętnym studentom seminarium w Kazaniu wstąpić ochotniczo do wojska.
Zmarł nagle w 1815 i został pochowany w katedralnym soborze Zwiastowania obok metropolity Tichona (Woinowa).